# 托萊多 (奧魯羅省)

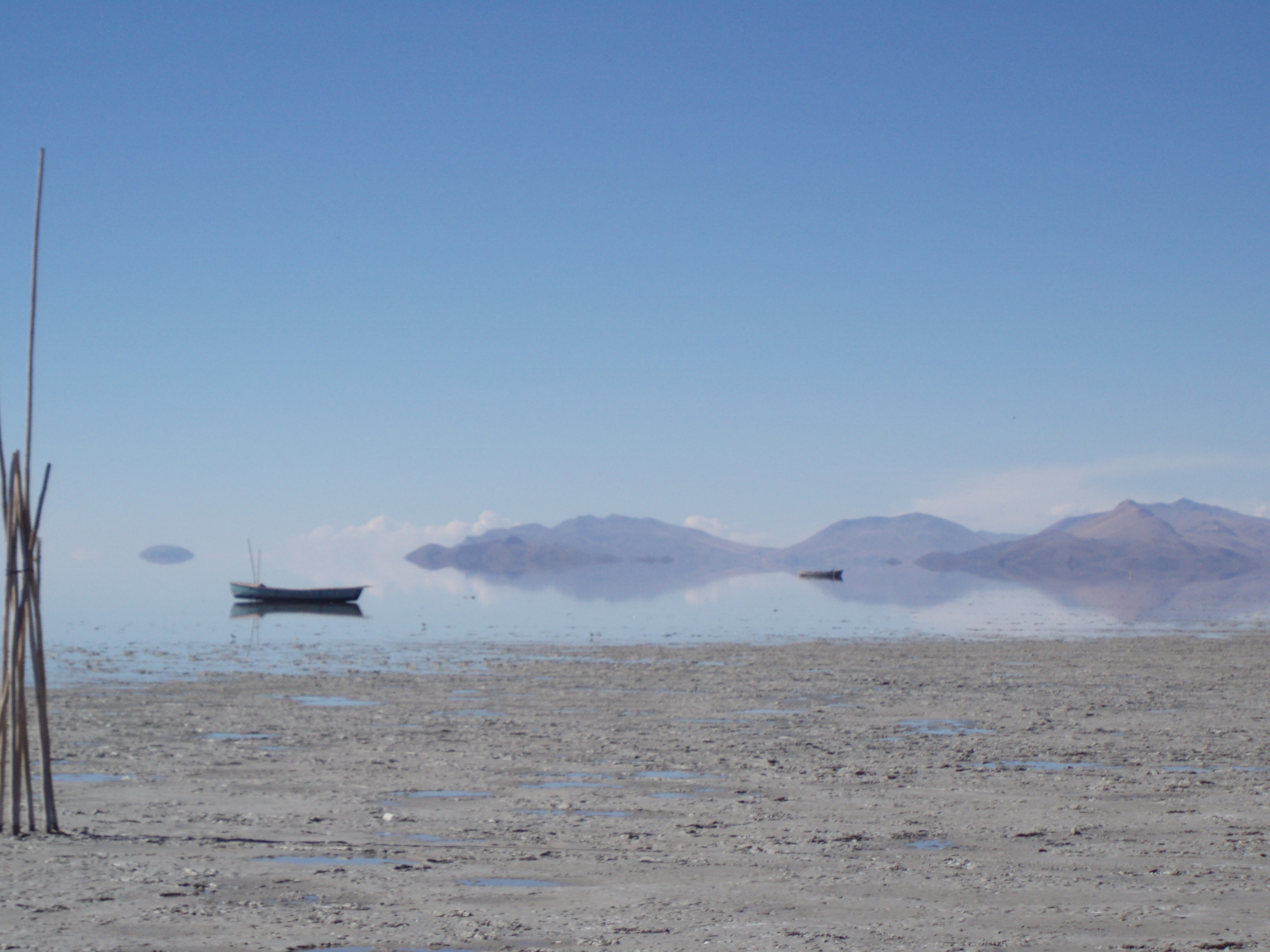
波波湖

托萊多（西班牙語：Toledo），是玻利維亞西部奧魯羅省绍卡里县的市鎮，并为该县的县府所在地。東面是阿薩納克斯山脈，西面是瓦伊亞馬卡山脈，海拔高度3,715米，每年平均降雨量約400毫米，市镇面积为1,671平方公里，2012年人口数量为10,149人。
18°10′53″S 67°24′22″W / 18.1814°S 67.4061°W